# Pomnik Pomordowanych Policjantów II RP Województwa Poznańskiego
Pomnik Pomordowanych Policjantów II RP Województwa Poznańskiego – pomnik zlokalizowany w Poznaniu na Osiedlu ks. Jerzego Popiełuszki, w pobliżu kościoła św. Jerzego.
Obiekt w formie ceglanych steli, łączonych metalowymi tablicami, odsłonięto w dniu 14 maja 2010. Na stelach widnieją symbole religijne i państwowe (krzyże i orły). Na tablicach umieszczono natomiast nazwiska prawie 400 policjantów z okresu II Rzeczypospolitej, zamordowanych przez NKWD lub hitlerowców, w tym 340 poznańskich funkcjonariuszy zabitych w Twerze. Z uwagi na możliwość odkrycia kolejnych zbrodni komunistycznych, na pomniku pozostawiono wolne miejsca na dalsze nazwiska.
Inicjatorem budowy pomnika był Zenon Smolarek – były komendant główny Policji i szef Fundacji Asekuracja. Z okazji odsłonięcia monumentu Fundacja współwydała książkę Martyrologia policjantów województwa poznańskiego II RP.